# Mychajlo Bubnij

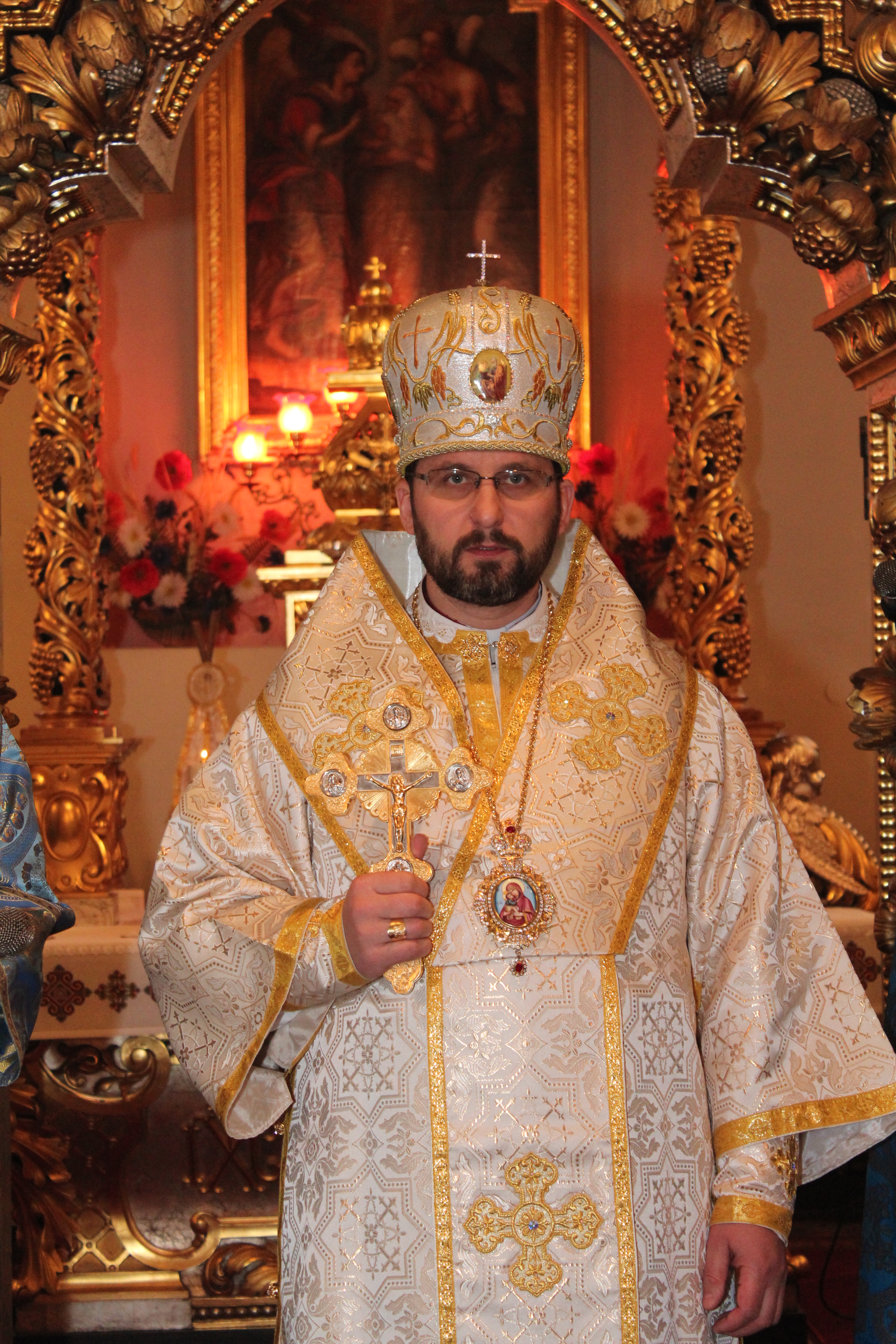
Mychajlo Bubniy (2015)

Mychajlo Bubnij CSsR (ukrainisch Михайло Бубній; * 16. September 1970 in Chliwtschany, Oblast Lwiw, Ukrainische SSR) ist ein ukrainischer Ordensgeistlicher und Erzbischöflicher Exarch von Odessa.

## Leben
Mychajlo Bubnij trat der Ordensgemeinschaft der Redemptoristen bei und legte am 7. April 1996 die ewige Profess ab. Er empfing am 19. August 1997 das Sakrament der Priesterweihe durch Lubomyr Husar.

Wappen von Mychajlo Bubnij

Die Bischofssynode der ukrainischen griechisch-katholischen Bischöfe wählte ihn zum Erzbischöflichen Exarchen von Odessa. Papst Franziskus stimmte seiner Wahl zum Erzbischöflichen Exarchen von Odessa am 13. Februar 2014 zu und ernannte ihn zum Titularbischof von Thubursicum-Bure. Die Bischofsweihe spendete ihm der Großerzbischof von Kiew-Halytsch, Swjatoslaw Schewtschuk, am 7. April desselben Jahres. Mitkonsekratoren waren der Erzbischof von Lemberg, Ihor Wosnjak CSsR, und der Erzbischof von Iwano-Frankiwsk, Volodymyr Viytyshyn.